# 莫日地区圣雷米
莫日地区圣雷米（法語：Saint-Rémy-en-Mauges，法語發音：[sɛ̃ ʁemi ɑ̃ moʒ] ⓘ）是法国曼恩-卢瓦尔省的一个旧市镇，属于绍莱区。2015年12月15日，莫日地区圣雷米和相邻的10个市镇合并为新市镇埃夫尔河畔蒙特勒沃（Montrevault-sur-Èvre）。

## 地理
莫日地区圣雷米（47°16'15"N, 1°4'32"W）面积21.56 平方千米，位于法国卢瓦尔河地区大区曼恩-卢瓦尔省，该省份为法国西部内陆省份，大致对应安茹地区，北起顺时针与马耶讷省、萨尔特省、安德尔-卢瓦尔省、维埃纳省、德塞夫勒省、旺代省、大西洋卢瓦尔省和伊勒-维莱讷省接壤。
与莫日地区圣雷米接壤的市镇（或旧市镇、城区）包括：埃夫尔河畔拉布瓦西耶尔、勒菲耶夫索万、勒菲莱、勒皮塞-多雷、圣皮埃尔蒙利马尔。
莫日地区圣雷米的时区为UTC+01:00、UTC+02:00（夏令时）。

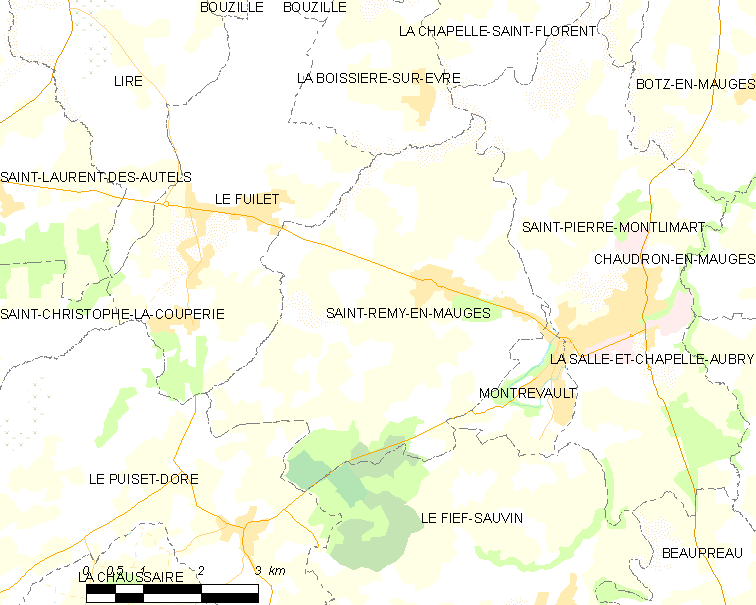
莫日地区圣雷米的OSM定位图

## 行政
莫日地区圣雷米的邮政编码为49110，INSEE市镇编码为49316。

## 政治
莫日地区圣雷米所属的省级选区为莫日地区博普雷欧县。

## 人口

1962-2008年间莫日地区圣雷米人口变化图示

莫日地区圣雷米于2018年1月1日时的人口数量为1371人。